# Tales of Monkey Island
Tales of Monkey Island es una aventura gráfica desarrollada por Telltale Games en colaboración con LucasArts para Microsoft Windows, Mac OS X y la videoconsola Wii (esta última a través de WiiWare). Tales of Monkey Island fue anunciado en la Electronic Entertainment Expo (E3) de 2009 junto a la remake mejorada del videojuego de 1990 The Secret of Monkey Island de LucasArts. Siendo el quinto juego de la serie Monkey Island, Tales of Monkey Island pone al jugador en el rol del desafortunado pirata Guybrush Threepwood que una vez más trata de rescatar a su amor de su némesis el pirata zombi LeChuck, mientras salva el Caribe de una maldición vudú. Tales of Monkey Island fue lanzado en cinco capítulos episódicos comenzando el 7 de julio de 2009 para PC y el 27 de julio para WiiWare, luego fue adaptado para PlayStation 3 el 15 de junio de 2010. 

## Jugabilidad
Como sus predecesores, Tales of Monkey Island es una aventura gráfica. Los jugadores asumen el rol del protagonista Guybrush Threepwood, un desafortunado aspirante a pirata, y deben explorar entornos 3D y resolver una variedad de rompecabezas. Estos rompecabezas consisten en enigmas de aventuras gráficas tradicionales en los que el jugador debe usar el entorno para pasar una situación de dificultad, así como rompecabezas que para completarse requieren el uso de ítems que el jugador previamente ha obtenido y almacenado en su inventario. En contraste con los juegos anteriores de Telltale Games, pero en similitud con los juegos precedentes de la saga Monkey Island, Tales of Monkey Island permite al jugador combinar ciertos ítems de su inventario para crear nuevos ítems. El mundo es explorado mediante el uso del teclado y el mouse en la PC, teclado y mouse o trackpad en sistemas Mac, y el Nunchuk en la Wii. Se estima que cada capítulo del juego se extienda entre dos y cuatro horas, dependiendo de la habilidad del jugador para resolver los rompecabezas. Con el fin de ayudar a los jugadores que tengan problemas con los rompecabezas, se ha integrado en el juego un sutil sistema de consejos.

## Sinopsis
Tales of Monkey Island se ubica varios años después de Escape from Monkey Island, siguiendo al imaginario Monkey Island 5. El juego incluye el regreso de varios personajes principales de la saga. Guybrush Threepwood una vez más halla que su némesis, el pirata zombi LeChuck, ha secuestrado a su esposa, la gobernadora Elaine Marley. Después de buscar consejo de su vieja amiga la sacerdotisa vudú, Guybrush persigue a LeChuck con la Espada Maldita Kaflu (Cursed Cutlass Kaflu), la cual puede potencialmente eliminar a LeChuck de una vez por todas, una vez combinados todos sus ingredientes. Sin embargo, Guybrush accidentalmente rompe el ingrediente esencial para la espada y es forzado a crear un reemplazo. Cuando finalmente apuñala a LeChuck, la espada transforma a LeChuck en humano e infecta la mano de Guybrush con la "Maldición de LeChuck". Una explosión resultante en el barco lanza a Guybrush al mar, y luego naufraga hasta llegar a la Isla Flotsam. Ahora Guybrush debe revertir el daño causado por la veloz expansión de la maldición que él ha desatado, la cual está convirtiendo a los piratas en zombis monstruosos.

## Capítulos
| N.º | Título del capítulo                            | Fecha de publicación     |
| --- | ---------------------------------------------- | ------------------------ |
| 1   | Launch of the Screaming Narwhal                | 7 de julio de 2009       |
| 2   | The Siege of Spinner Cay                       | 20 de agosto de 2009     |
| 3   | Lair of the Leviathan                          | 29 de septiembre de 2009 |
| 4   | The Trial and Execution of Guybrush Threepwood | 30 de octubre de 2009    |
| 5   | Rise of the Pirate God                         | 8 de diciembre de 2009   |

## Desarrollo

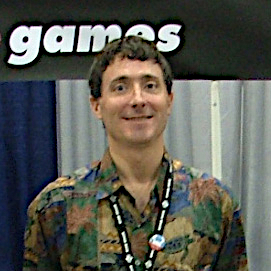
El director de diseño Dave Grossman trabajó junto a Ron Gilbert y Tim Schafer para crear los dos primeros videojuegos de la serie Monkey Island.

Tales of Monkey Island fue desarrollado por Telltale Games, bajo licencia de LucasArts. El juego marca la primera instancia de colaboración entre las dos empresas; Telltale Games fue formada por miembros originales de LucasArts en la espera de la cancelación de Sam & Max: Freelance Police en 2004, después de la cual LucasArts parece haber abandonado el género de aventuras. Anunciado por LucasArts en un comunicado de prensa en conjunto en la Electronic Entertainment Expo en junio de 2009, el juego presenta una homología con una remake mejorada de The Secret of Monkey Island desarrollada por LucasArts. El tráiler del juego también fue revelado en la convención. Anteriormente Tales of Monkey Island había sido sugerido por Telltale Games como una importante nueva saga a ser anunciada en la convención. El trabajo de diseño en el juego comenzó a finales de 2008, mientras que la producción se puso en marcha a comienzos de 2009.
El equipo de desarrollo es liderado por Dave Grossman, uno de los diseñadores originales de los dos primeros juegos de la saga, con Michael Stemmle, quién codiseñó Escape from Monkey Island y Sam & Max Hit the Road, contribuyendo a diseñar y escribir la historia. La dirección artística del juego es desarrollada por otros miembros originales de LucasArts, con experiencia tanto en The Curse of Monkey Island como en Escape from Monkey Island, así como varias otras aventuras gráficas precedentes de LucasArts. Si bien no está íntimamente implicado en el desarrollo, el creador de la serie Ron Gilbert ha asistido en el brainstorming del proyecto; el equipo de desarrollo afirma que las "huellas digitales de Gilbert están por todo el juego". En su blog, Gilbert escribió que estaba "muy emocionado" tanto por la adaptación del Telltale como por la reimaginación de LucasArts del juego original, afirmando que "es extraño y vergonzoso ver que algo que creaste hace 20 años cobre vida propia". Si bien tanto Gilbert como Grossman están comprometidos con el desarrollo, Tim Schafer, el tercer codiseñador del juego original, no se ha mencionado en asociación con el proyecto. Schafer luego declaró en una entrevista con Joystiq que él estaba "realmente feliz" por el nuevo juego, y que el proyecto estaba en buenas manos bajo la dirección de Grossman. El artwork de la cubierta removible de la edición limitada del juego será pintada por el creador de Sam & Max Steve Purcell, quién fue responsable por el box art de The Secret of Monkey Island y Monkey Island 2: LeChuck's Revenge.
Respecto al audio, el compositor detrás de los juegos anteriores de la saga, Michael Land, regresa para componer la banda sonora de Tales of Monkey Island. Dominic Armato, el actor de voz introducido para Guybrush en The Curse of Monkey Island, descrito por David Collins de LucasArts como "el fanático supremo de Monkey Island", vuelve a su rol de protagonista central. La actriz de voz de Elaine Marley en The Curse of Monkey Island, Alexandra Boyd, también vuelve para darle voz al personaje. Para asistir a los actores en la interpretación de los personajes, Telltale ha implementado un sistema de sincronía de labios para presentar un mayor rango de expresiones faciales en los modelos de los personajes.
Según Grossman, Telltale Games no considera que Tales of Monkey Island sea Monkey Island 5, ya que Monkey Island 5 tiene que ser "una experiencia espectacular y épica de 40 horas como los juegos anteriores; lo que estamos haciendo es en cambio una saga Monkey Island". Tales of Monkey Island se ubica luego de un Monkey Island 5 "imaginario". Como con otros productos de Telltale, Tales of Monkey Island está desarrollado capitularmente, dividido en cinco partes; Grossman explicó que Telltale prefiere dividir una historia en segmentos en vez de tener un juego que sea muy largo para que la gente lo juegue cómodamente. Sin embargo, a diferencia de los juegos anteriores, cada capítulo no es considerado independiente sino un episodio singular de un curso narrativo. Muy pocos recursos de juego son reutilizados entre los capítulos, removiendo las ubicaciones centrales y "zonas cómodas" que estaban presentes en Sam & Max Save the World y Wallace & Gromit's Grand Adventures. Por primera vez en la saga, el juego es renderizado completamente con gráficos 3D; incluso el nominalmente 3D Escape from Monkey Island estaba basado en entornos pre-renderizados 2D.